# Chris Stinger
Christopher O. "Chris" Stinger (nacido en diciembre de 1876 y fallecido el 6 de septiembre de 1942) fue un jugador de baloncesto y estadounidense. Jugaba de base destacando como defensor.
Formó junto a Gus Endebrock, Harry Stout, Al y Fred Cooper (entrenador) la primera dinastía del baloncesto al conseguir dos títulos de la NBL de manera consecutiva en 1899 y 1900.